# Ayrton Statie
Ayrton Statie, né le 22 juillet 1994 à Kralendijk sur l'île de Bonaire (Caraïbe), est un footballeur néerlandais, international curacien (Curaçao). Il joue au poste de défenseur gauche.

## Carrière

### En club
En janvier 2020, il traverse l'Atlantique et rejoint le Reno 1868 FC pour la saison 2020 de USL Championship.

### En sélection
Ayrton Statie est appelé pour la première fois avec l'équipe de Curaçao en mai 2016. Il joue son premier match le 7 juin 2016 contre les Îles Vierges des États-Unis.

## Statistiques
| Saison                | Club                  | Championnat           | Championnat | Championnat | Coupe(s) nationale(s) | Coupe(s) nationale(s) | Curaçao | Curaçao | Total | Total |
| Saison                | Club                  | Division              | M.          | B.          | M.                    | B.                    | M.      | B.      | M.    | B.    |
| 2013-2014             | FC Den Bosch          | Eerste Divisie        | 5           | 0           | 0                     | 0                     | -       | -       | 5     | 0     |
| 2014-2015             | FC Den Bosch          | Eerste Divisie        | 34          | 1           | 1                     | 0                     | -       | -       | 35    | 1     |
| 2015-2016             | FC Den Bosch          | Eerste Divisie        | 15          | 0           | 1                     | 0                     | -       | -       | 16    | 0     |
| Sous-total            | Sous-total            | Sous-total            | 54          | 1           | 2                     | 0                     | -       | -       | 56    | 1     |
| 2015-2016             | FC Eindhoven          | Eerste Divisie        | 1           | 0           | -                     | -                     | 1       | 0       | 2     | 0     |
| 2016-2017             | FC Oss                | Eerste Divisie        | 19          | 0           | 1                     | 0                     | 4       | 0       | 24    | 0     |
| 2017-2018             | Sabail FK             | Premyer Liqası        | 19          | 1           | 3                     | 1                     | 4       | 0       | 26    | 2     |
| 2019-2020             | FC Lienden            | Tweede Divisie        | 10          | 1           | 1                     | 0                     | 4       | 0       | 15    | 1     |
| 2020                  | Reno 1868 FC          | USL Championship      | 1           | 0           | -                     | -                     | 0       | 0       | 1     | 0     |
| Total sur la carrière | Total sur la carrière | Total sur la carrière | 104         | 3           | 7                     | 1                     | 13      | 0       | 124   | 4     |

## Palmarès
Avec la sélection de Curaçao
- Coupe caribéenne des nations (1) :
  - Vainqueur en 2017.